# Big Run
Big Run és una població dels Estats Units a l'estat de Pennsilvània. Segons el cens del 2000 tenia 686 habitants.

## Demografia
Segons el cens del 2000, Big Run tenia 686 habitants, 282 habitatges, i 194 famílies. La densitat de població era de 373,1 habitants per quilòmetre quadrat.
Dels 282 habitatges en un 30,1% hi vivien nens de menys de 18 anys, en un 53,2% hi vivien parelles casades, en un 9,6% dones solteres, i en un 31,2% no eren unitats familiars. En el 26,2% dels habitatges hi vivien persones soles l'11% de les quals corresponia a persones de 65 anys o més que vivien soles. El nombre mitjà de persones vivint en cada habitatge era de 2,38 i el nombre mitjà de persones que vivien en cada família era de 2,85.
Per edats la població es repartia de la següent manera: un 25,8% tenia menys de 18 anys, un 6,4% entre 18 i 24, un 27,8% entre 25 i 44, un 22,9% de 45 a 60 i un 17,1% 65 anys o més.
L'edat mediana era de 37 anys. Per cada 100 dones de 18 o més anys hi havia 96,5 homes.
La renda mediana per habitatge era de 27.500 $ i la renda mediana per família de 31.111 $. Els homes tenien una renda mediana de 27.216 $ mentre que les dones 17.917 $. La renda per capita de la població era de 12.363 $. Entorn del 8,1% de les famílies i l'11,2% de la població estaven per davall del llindar de pobresa.

## Poblacions més properes
El següent diagrama mostra les poblacions més properes.